# 馬莎百貨

馬莎百貨舊標誌（2007年至2015年）

馬莎百貨（Marks & Spencer，有時亦標記為M&S、Marks and Sparks、Marks、Marks's）是一間英國的零售商，總公司位於倫敦，目前在全世界超過30個國家設有約760間分店。馬莎百貨是英國最具代表性的連鎖商店之一，至2007年3月為止，在英國境內擁有520間分店，同時也是英國最大的服裝零售商，而食品的銷售也佔了很大的比重。大部分的分店皆以銷售服裝和食品為主，而馬莎百貨也開始銷售家用品，例如寢具織品，但銷售仍然以前兩者為主。
在1998年時，馬莎百貨成為英國第一間稅前盈餘超過十億英鎊的零售商，但在之後短短數年間，卻開始陷入危機，至今亦未完全恢復過去的水準。2007年，馬莎百貨的營業額又再次開始成長，獲利也立即提升，但目前馬莎百貨的營業額仍然不到乐购（Tesco）的四分之一，乐购是目前英國獲利最高的零售商。

## 歷史

### 早期營運
馬莎百貨最早起源於一間位於利兹柯克凱特市場的小攤位。是最早期的一分錢商店（Penny Bazaars）之一，位於利兹，至今仍然繼續營業，成為目前規模最小的馬莎百貨分店。
米雪兒·馬克斯（Michael Marks）的第一間完整商店於1894年在曼徹斯特的史翠佛路（Stretford Road）開幕。米雪兒和湯瑪士·史賓瑟（Thomas Spencer）合作，史賓瑟是量販商 Dewhirst 的出納員。Dewhirst 隨後轉型為製造商，至今仍是馬莎百貨最大的供應商。
第一間正式的馬莎百貨商店在1904年開幕。在創辦人馬克斯和史賓瑟過世之後，董事長由馬克斯之子席蒙·馬克斯（Simon Marks）繼任。席蒙開始和他的朋友伊瑟爾·席夫（Israel Sieff）合作，讓馬莎百貨漸漸成為民眾熟知的品牌。馬莎百貨在決定直接向製造商採購進貨之後轉型為有限公司。1926年公司開始銷售紡織品，並註冊了「St Michael Trade Mark」（聖米高）商標。在1930年，馬莎百貨在倫敦開設了旗艦商店。許多分店引進了「咖啡吧」（Café Bars），提供便宜、衛生和營養的食物。這在戰爭期間是非常重要的物資，對於食糧短缺的問題有很大的幫助。1931年，食物部門開始銷售農產品和罐頭食品。到了1956年，所有的食品都以「聖米高」（St Michael）的品牌銷售。1964年，席蒙·馬克斯在服務於馬莎百貨56年後逝世，伊瑟爾·席夫接任為董事長。1974年，商店內開始販售亞洲食物。1975年馬莎百貨在大陸歐洲地區開設分店，四年後進入愛爾蘭市場。1999年馬莎百貨開始經營網路購物，公司的業績因為開始銷售新的流行服飾而開始提升。

### 二十世紀至今

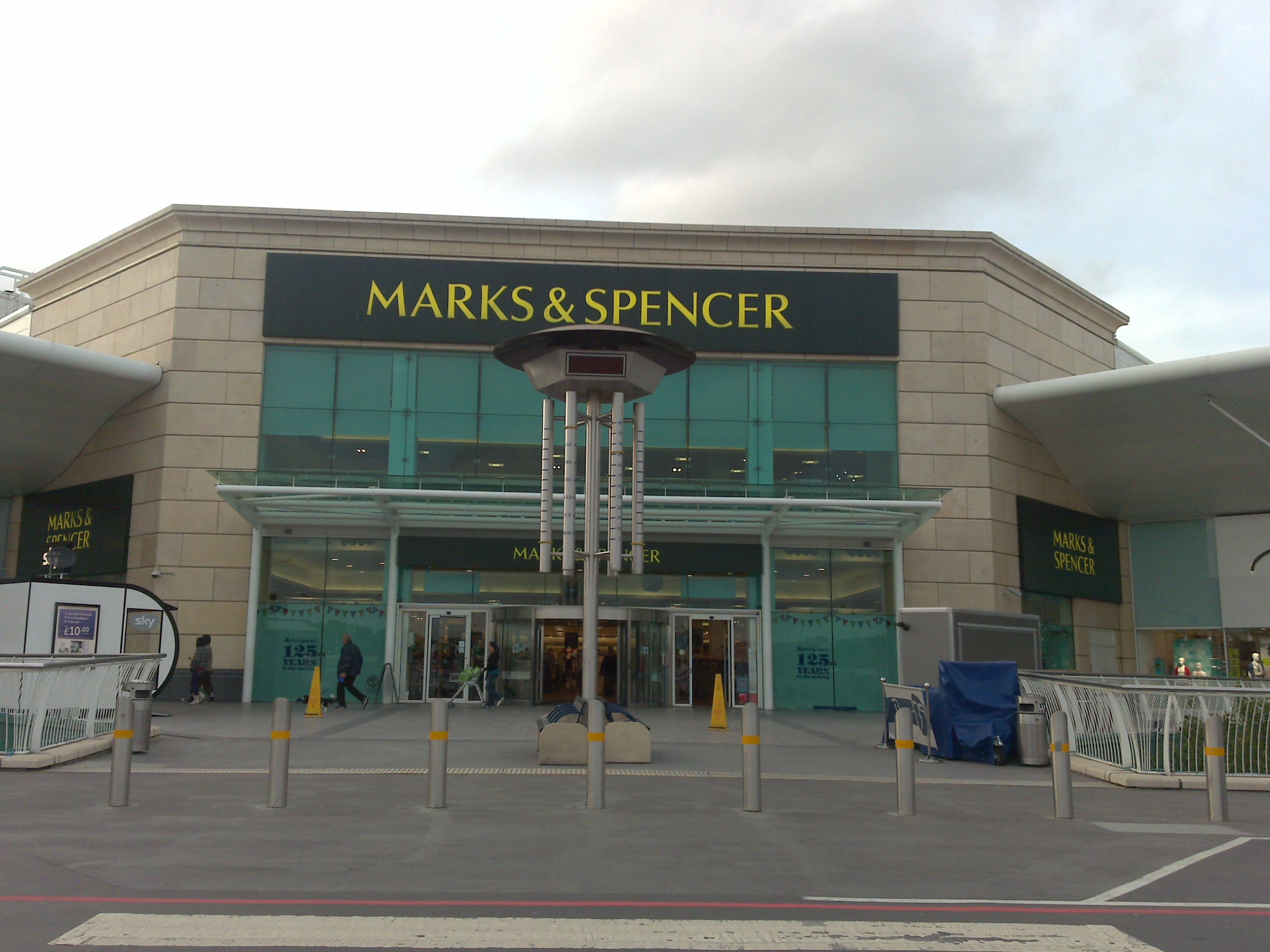
伯恩茅斯的一家瑪莎百貨

馬莎百貨在二十世紀因僅販售英國製造的商品而建立良好的商譽。馬莎與英國各大製造商簽訂長期的生產合約，並將包括服飾、食物等所有產品以「聖米高」（St Michael）的品牌銷售（1928年的註冊商標）。若消費者對其購買的商品有所不滿，只要憑當初的收據就可獲得全額退款，而且無論多久以前的消費都可以退貨。但目前已經調整為35天的退貨政策。
與其他的競爭業者不同，馬莎百貨在1955年英國獨立電視台（ITV）開台時並未展開電視廣告的促銷，而是僅依靠商譽來吸引顧客。直到1990年代中期馬莎百貨才製作了第一支時裝廣告。
在過去，馬莎百貨將主要的經營重點放在產品的品質以及公道的售價上。但當公司的商譽開始引起質疑時，馬莎百貨開始面臨了艱難的處境。馬莎在過去曾是象徵「英國高品質商品」的代表零售商。其商業模式需要供應商與馬莎百貨簽下長期的獨佔合約。
馬莎百貨曾設有金融服務部，可是該部門在2004年出售予英國滙豐銀行。
馬莎百貨的宗旨是以合理價錢提供優質貨品。馬莎百貨銷售的貨品，有達80%是屬於自創品牌“聖米高”，自創品牌令其成本可大幅下降，亦可容易控制貨品質素，同時提高盈利。
馬莎百貨曾與英格蘭足球明星碧咸合作推出DB7童裝系列，但並未受消費者歡迎。
逾百年來一直受英國中年及中產人士追捧的馬莎，近年與眾多緊貼潮流、價錢大眾化的時裝零售店激烈競爭，又要在在網購熱潮中努力求變，銷售有待改善。截止2014年5月数据，以衣履為主的一般貨品銷售按年跌1.4%，大大抵消了食品銷售按年升1.7%的升幅。與此同時，英國同店銷售亦停滯不前，服裝銷售額下跌。
據集團指，計劃2016年關閉10個市場內合共53間全資店舖，除中國10間全資店舖外，亦包括法國7間分店，以及匈牙利、比利時、波蘭等所有分店。另外，馬莎稱未來會減少全資市場的經營，專注發展合資企業及特許經營業務。
目前，集團將於香港、愛爾蘭和捷克繼續經營獨資業務。
2017年8月30日，馬莎今日公佈與特許經營權長期合作夥伴Al-Futtaim就收購和特許經營馬莎持有的香港及澳門零售業務展開討論，預期在未來數月進行並完成盡職調查程序。若討論成功，Al-Futtaim將成為馬莎港澳全新及唯一特許經銷商。Al-Futtaim則與馬莎自1998年於杜拜經營第一間馬莎商鋪開始合作。目前Al-Futtaim在中東地區七個市場、以及新加坡及馬來西亞，共經營43間馬莎店舖。
2019年9月，馬莎百貨從富時100指數中除牌。
2022年7月，馬莎百貨同意以1.45億英鎊收購物流供应商Gist Limited。
2022年11月，馬莎百貨收購倒閉的時尚市場Thread開發的知識產權，並聘用了一些Thread的前員工，包括共同創辦人Kieran O'Neill，旨在為M&S網站增添個性化推薦功能。

## 商店

### 香港及澳門馬莎百貨
香港首間馬莎百貨於1988年在尖沙咀海洋中心開業。目前馬莎百貨在香港有17間分店，當中包括10間「M&S Food」食品專門店。此外，馬莎百貨的亞洲採購辦事處設於香港。
澳門首間馬莎百貨於2014年在金沙廣場開設首間分店。目前馬莎百貨在澳門有2間分店。

### 台灣瑪莎百貨
瑪莎百貨於2007年1月和台灣統一超商合作，在台灣開設三間門市，2007年5月首家設於高雄市夢時代購物中心，後於台北市開設紐約紐約及統領門市。於是次投資中，統一超商付出了新台幣1.3億元（約200萬元英鎊）。
由於在台銷售業績始終沒有達到目標，有的門市單月業績甚至只有預期目標的一半，或是差了三、四成，因此，瑪莎百貨於2008年7月決定撤出台灣。
有評論指，瑪莎不同於傳統日系百貨公司專櫃式經營的模式，以開放的陳列方式，類似半自助的採購型態進軍台灣零售業；但台灣的消費者長久以來比較習慣日本的商品及百貨公司的購物形態，對於英國血統的瑪莎，多數台灣民眾認同度不高。

### 中國馬莎百貨
马莎百货于2008年10月在上海开设了中国大陆第一家分店，即南京西路旗舰店。截至2013年7月，马莎百货在中国有14家商店：上海7家、宁波1家、江阴1家、温州1家、武汉1家、江苏省常州市2家、青岛市1家。
2015年3月2日馬莎百貨（Marks & Spencer）計劃今年8月前關閉上海五間分店，為配合亞洲策略調整。牛奶公司將持續投資上海南京西路的旗艦店，料秋季前完成翻新工程。與此同時，馬莎尋求機會在2015至2016年度進軍廣州和北京。
英國馬莎百貨宣佈，由於中國分店持續錄得虧損，故計劃關閉全線10間分店，涉及員工數目共441名。集團指，於天貓及京東兩個電商平台仍會繼續運作，但實體店已於2017年4月1日全線關閉。

## 外部連結
- Marks & Spencer （页面存档备份，存于）
- 全港首間M&S Cafe  全日都食到英式下午茶 - 食後報告 （页面存档备份，存于）